# Elaphoglossum tomentosum
Elaphoglossum tomentosum là một loài dương xỉ trong họ Dryopteridaceae. Loài này được Bory ex Willd. Christ mô tả khoa học đầu tiên năm 1897.